# Peter Czernin
Peter „Pete“ Czernin (celým jménem Peter John Joseph; * 1. ledna 1966 Londýn) je britský filmový producent a příslušník vinořské větve původně českého šlechtického rodu Czerninů. 

## Život
Czernin navštěvoval Eton College a zde sdílel pokoj s Davidem Cameronem. Je spoluzakladatelem produkční společnosti Blueprint Pictures s Grahamem Broadbentem. Jeho první produkovaný film byl Piccadilly Jim režiséra John McKay z roku 2005. V roce 2008 produkoval film (V Bruggách) a za tento film byl Czernin nominován při British Academy Film Awards na  Alexander Korda Award. V roce 2018 se stal členem Academy of Motion Picture Arts and Sciences, která každoročně předává Oscary.

### Rodina
Jeho otcem byl Josef Czernin (1924–2015), který se  roce 1957 oženil s Hazel Howard de Walden (* 1935). Peter Czernin se 17. září 1994 v Cambridge oženil s Lucindou Suzanne Wright (* 9. 1. 1965 Cambridge), se kterou má dceru a syna.
- 1. Audrey Serena Angela (* 13. 8. 1997 Los Angeles)
- 2. Aleander John Joseph (* 2. 10. 1999 Los Angeles)

### Produkované filmy (výběr)
- 2005: Piccadilly Jim
- 2007: Wind Chill
- 2008: V Bruggách (In Bruges)
- 2011: The Best Exotic Marigold Hotel
- 2012: Now Is Good
- 2012: Sedm psychopatů (Seven Psychopaths)
- 2014: The Riot Club
- 2015: The Second Best Exotic Marigold Hotel
- 2017: Tři billboardy kousek za Ebbingem
- 2018: The Mercy
- 2020: Emma
- 2022: Milenec lady Chatterleyové (Lady Chatterley’s Lover)
- 2022: The Banshees of Inisherin

## Ocenění
Filmová cena Britské akademie
- 2009: nominace naCena BAFTA za nejlepší britský film (V Bruggách)
- 2013: nominace na Cenu BAFTA za nejlepší britský film Sedm psychopatů

Oscar
- 2018: nominace na Oscara za nejlepší film Tři billboardy kousek za Ebbingem